# Formosatettix tiantangensis
Formosatettix tiantangensis är en insektsart som beskrevs av Zheng, Z. och Yulin Zhong 2000. Formosatettix tiantangensis ingår i släktet Formosatettix och familjen torngräshoppor. Inga underarter finns listade i Catalogue of Life.